# Distrito de Sarine
El distrito de Sarine (en francés district de la Sarine, en alemán Bezirk Saane) es uno de los siete distritos del cantón de Friburgo. Se encuentra ubicado en el centro del cantón, y tiene una superficie de 217,6 km².
El nombre del distrito fue tomado del río Sarine/Saane que lo atraviesa. La capital del distrito es la ciudad de Friburgo (francés Fribourg, alemán Freiburg). El distrito está compuesto actualmente por 30 comunas. 

## Geografía
Limita al norte con el distrito de See, al este con Sense, al sur con Gruyère, al suroeste con Glâne, y al noroeste con Broye.

## Comunas
| Distrito de Sarine  | Distrito de Sarine     | Distrito de Sarine |
| Comunas             | Población (31.12.2015) | Superficie km²     |
| ------------------- | ---------------------- | ------------------ |
| Arconciel           | 864                    | 6.17               |
| Autigny             | 803                    | 6.22               |
| Avry                | 1874                   | 5.83               |
| Belfaux             | 3217                   | 8.88               |
| Chénens             | 854                    | 3.95               |
| Corminboeuf         | 2455                   | 7.28               |
| Corserey            | 418                    | 3.44               |
| Cottens             | 1490                   | 4.97               |
| Ependes             | 1112                   | 5.61               |
| Ferpicloz           | 285                    | 1.01               |
| Friburgo            | 38 489                 | 9.30               |
| Gibloux             | 7139                   | 36.11              |
| Givisiez            | 3125                   | 3.46               |
| Granges-Paccot      | 3358                   | 4.00               |
| Grolley             | 1900                   | 5.34               |
| Hauterive           | 2415                   | 11.94              |
| La Brillaz          | 1898                   | 10.29              |
| La Sonnaz           | 1078                   | 6.90               |
| Le Mouret           | 3073                   | 18.54              |
| Marly               | 8083                   | 7.70               |
| Matran              | 1539                   | 2.86               |
| Neyruz              | 2572                   | 5.54               |
| Noréaz              | 623                    | 6.90               |
| Pierrafortscha      | 139                    | 5.06               |
| Ponthaux            | 686                    | 5.92               |
| Prez-vers-Noréaz    | 1002                   | 5.68               |
| Senèdes             | 156                    | 0.50               |
| Treyvaux            | 1442                   | 11.44              |
| Villarsel-sur-Marly | 86                     | 1.41               |
| Villars-sur-Glâne   | 12 142                 | 5.49               |
| Total (30)          | 104 388                | 217.60             |

## Cambios desde 2000

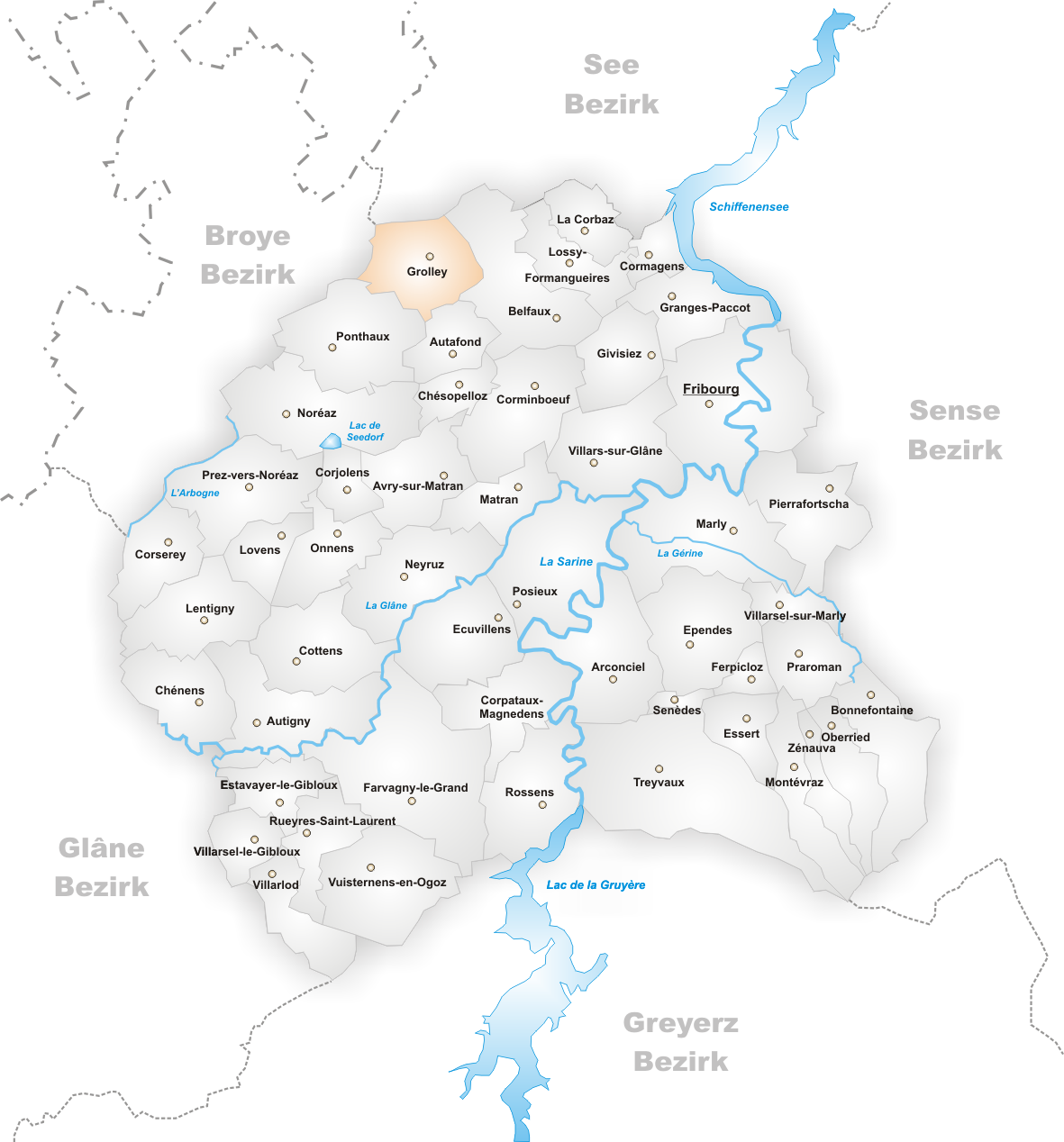
Comunas hasta 1999
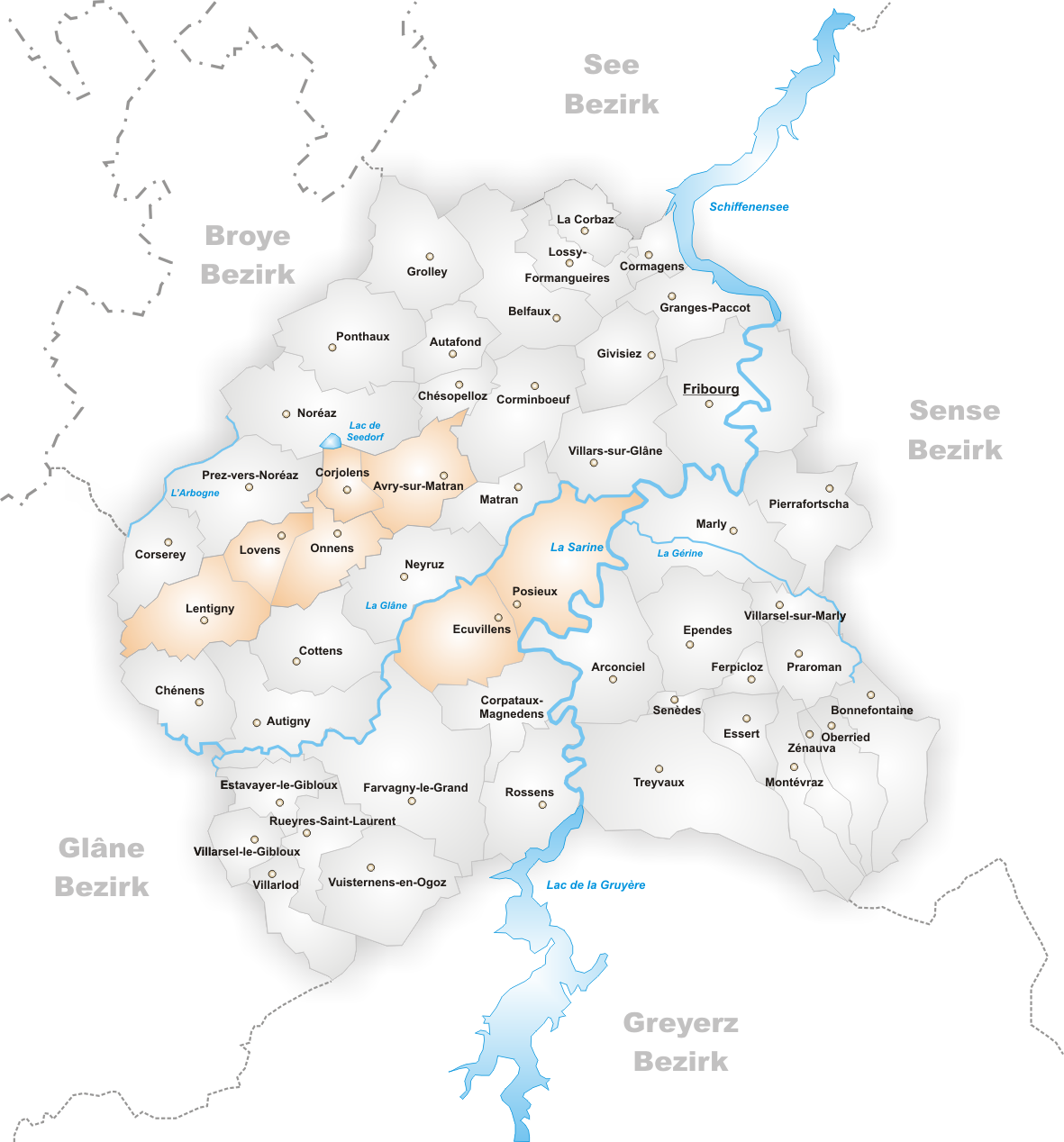
Comunas hasta 2000
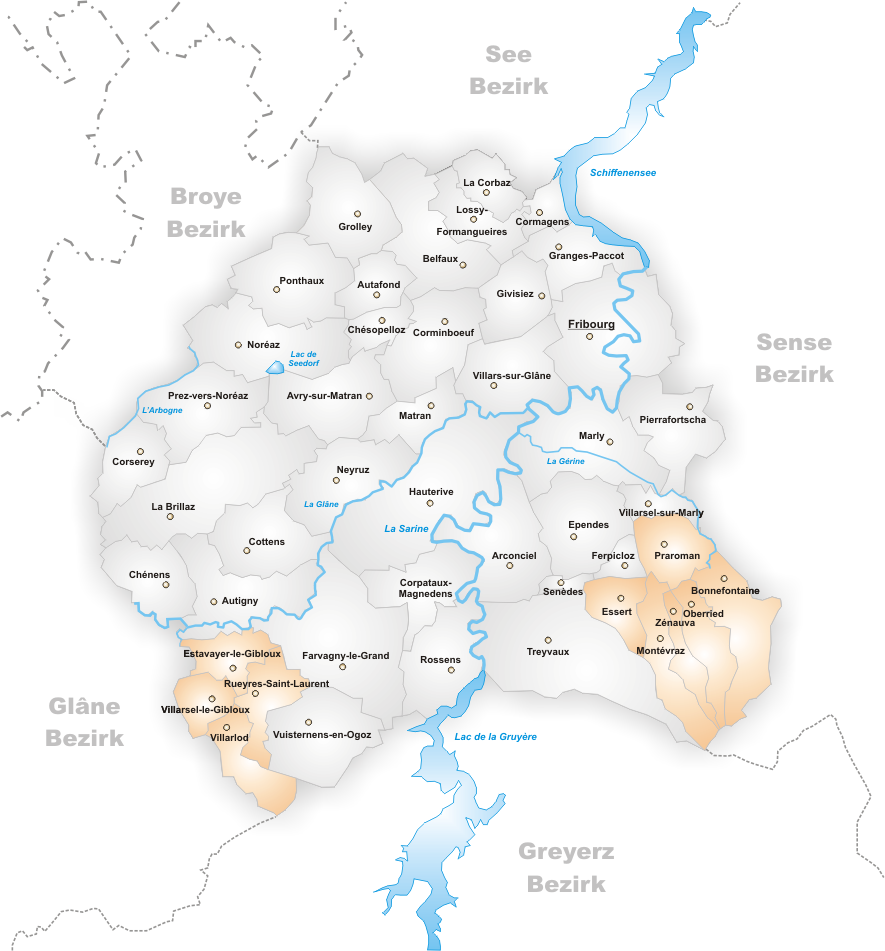
Comunas hasta 2002
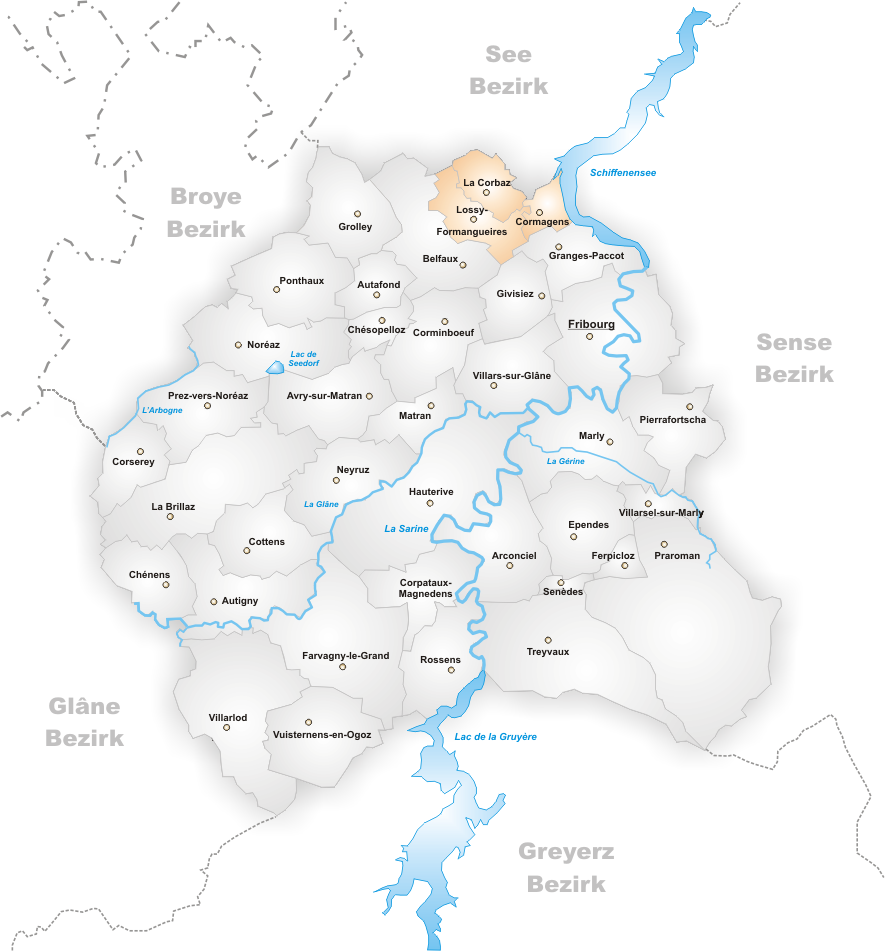
Comunas hasta 2003
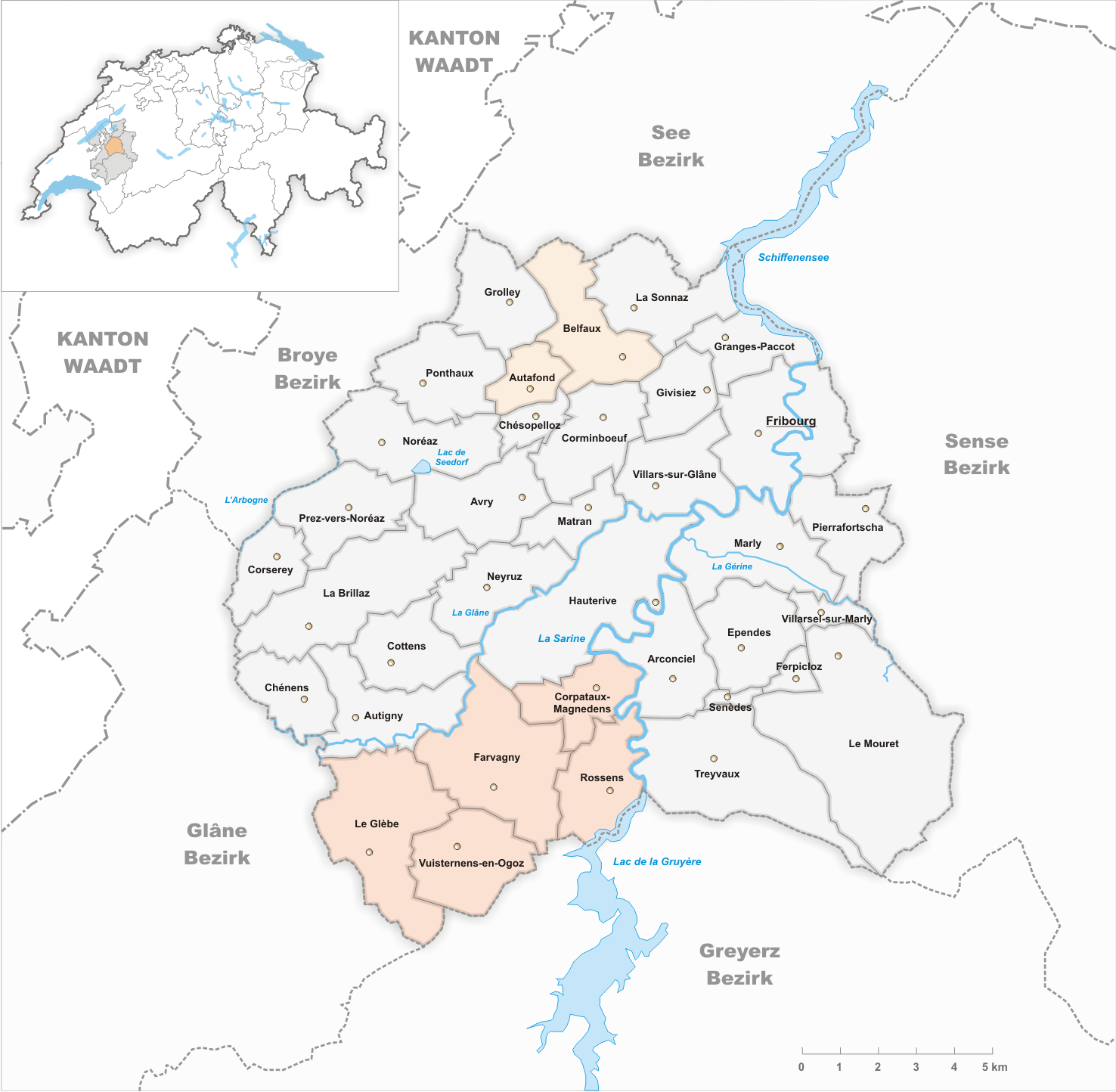
Comunas hasta 2015
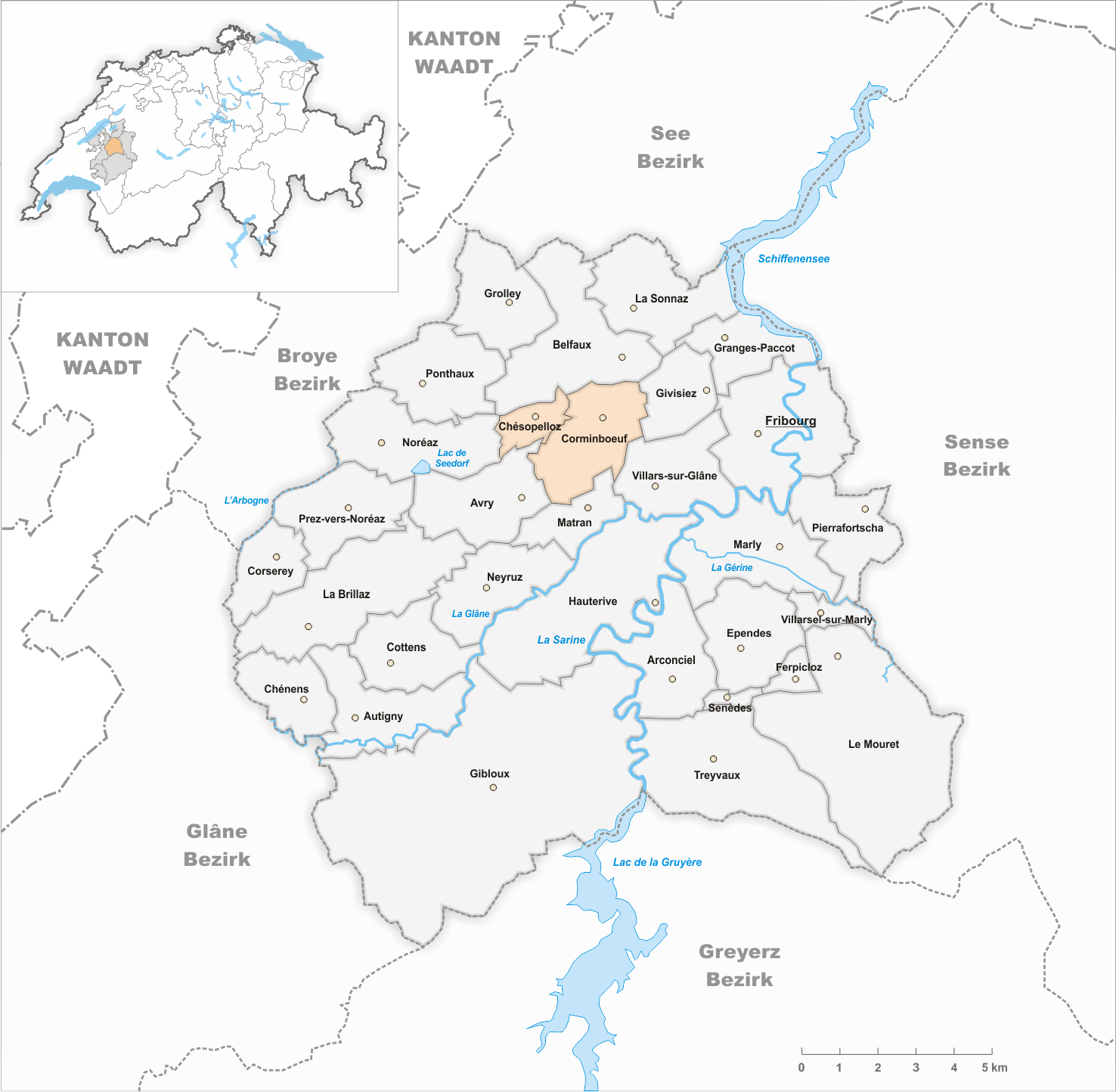
Comunas hasta 2016

### Fusiones
- 2000: Grolley y Corsalettes → Grolley

- 2001: Avry-sur-Matran y Corjolens → Avry
- 2001: Lentigny, Lovens y Onnens → La Brillaz
- 2001: Ecuvillens y Posieux → Hauterive

- 2003: Estavayer-le-Gibloux, Rueyres-Saint-Laurent, Villarlod y Villarsel-le-Gibloux → Le Glèbe
- 2003: Bonnefontaine, Essert, Montévraz, Oberried, Praroman y Zénauva → Le Mouret

- 2004: La Corbaz, Cormagens y Lossy-Formangueires → La Sonnaz

- 2016: Autafond y Belfaux →  Belfaux
- 2016: Corpataux-Magnedens, Farvagny, Le Glèbe, Rossens y Vuisternens-en-Ogoz → Gibloux

- 2017: Chésopelloz y Corminboeuf → Corminboeuf